# Фельдер, Рудольф
Рудольф Фельдер (Rudolph Felder, 1842—1871) — немецкий энтомолог, сын Каетана Фельдера.

## Биография
Изучал юридические науки в Вене, где и удостоен звания доктора юриспруденции. С молодых лет Фельдер занимался изучением бабочек под руководством своего отца, Каетана Фельдера. Он напечатал (в большинстве случаев совместно с отцом): «Lepidoptera nova in peninsula malaica collecta, diagnosibus instructa» («Wien. ent. Mon. schr.», 1860); «Species lepidopterorum hucusque descriptae vel iconibus expressae, in seriem systematicam digestae» (Вена, 1864); «Lepidepterorum Amboinensium a D-re L. Doleschall annis 1856—68 collectorum species novae etc.» (Вена, 1860 и 1861). Кроме того, Фельдер выполнил научную обработку бабочек, привезённых австрийской экспедицией фрегата «Новары» («Reise der oesterreichischen Fregatte Novara um die Erde. Lepidoptera», Вена, 1864—75). Это издание содержит описание более 900 видов дневных бабочек, изображённых на 140 таблицах.